# Wojciech Kubiak (samorządowiec)
Wojciech Kubiak (ur. 22 kwietnia 1930 w Lubieniu Kujawskim, zm. 19 grudnia 2013 w Bydgoszczy) – polski ekonomista, inżynier budownictwa, działacz państwowy i samorządowiec.

## Życie i działalność
Studia ukończył na Wyższej Szkole Ekonomicznej we Wrocławiu. W latach 1957–1964 pełnił funkcję dyrektora Wojewódzkiego Przedsiębiorstwa Budownictwa Komunalnego we Wrocławiu, następnie w latach 1971–1982 pełnił kierownicze stanowiska w Pomorskim Zjednoczeniu Budownictwa Przemysłowego (m.in. dyrektor naczelny). W latach 1982–1983 był pełnomocnikiem ministra Budownictwa i Przemysłu Materiałów Budowlanych. W okresie 2 grudnia 1983 – 12 listopada 1985 pełnił funkcję podsekretarza stanu w Ministerstwie Budownictwa i Przemysłu Materiałów Budowlanych, a po jego zlikwidowaniu od 12 listopada 1985 do 15 stycznia 1987 podsekretarz stanu w Ministerstwie Budownictwa i Gospodarki Przestrzennej. Członek PZPR.
Kawaler  Krzyża Kawalerskiego Orderu Odrodzenia Polski oraz laureat Pamiątkowej Kielni Pomorsko-Kujawskiej Izby Budownictwa przyznanej mu 22 października 2013. Zmarł 19 grudnia 2013. Pogrzeb odbył się 3 stycznia 2014 na Cmentarzu Nowofarnym przy ul. Artyleryjskiej w Bydgoszczy.